# NGC 7417
NGC 7417 је спирална галаксија у сазвежђу Тукан која се налази на NGC листи објеката дубоког неба.
Деклинација објекта је - 65° 2' 18" а ректасцензија 22h 57m 49,1s. Привидна величина (магнитуда) објекта NGC 7417 износи 12,4 а фотографска магнитуда 13,2. NGC 7417 је још познат и под ознакама ESO 109-28, PGC 70113.